# Campo de' Fiori
Campo de' Fiori je náměstí nacházející se v Římě. Název přímo znamená „Květinové pole“, ale proč je prostranství takto pojmenované nikdo přesně neví. Je možné, že to je z toho důvodu, že dříve byla tato část Říma plná luk. Teorií je ale více.
Náměstí je rušné během celého dne. Ve dne se zde pořádají trhy, na kterých je možné zakoupit čerstvé ovoce a zeleninu. V noci se zde otevírají noční kluby, kterých se zde nachází velká řada.

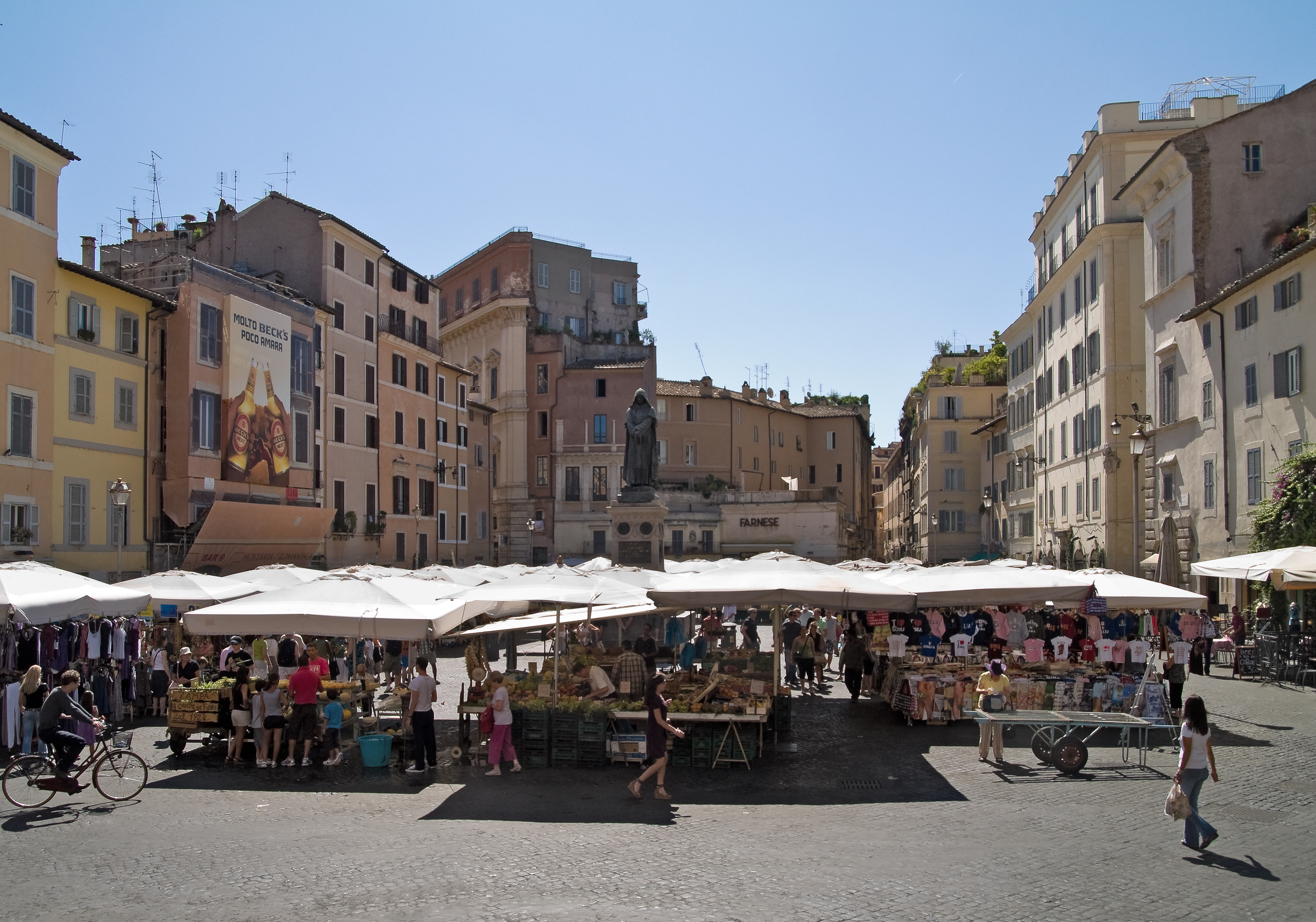
Campo de' Fiori

Jednou z hlavních dominant náměstí je socha Giordana Bruna. Toto náměstí se v minulosti používalo také jako popraviště, a právě Bruno zde byl jako oběť inkvizice upálen. 